# ICU Tournament
ICU Tournament（アイシーユー トーナメント）は、大学生以上対象の英語競技ディベート国際大会。略称：ICUT。

## 大会概要
日本で初の英語即興ディベートの団体である、「ICU Debating Society」が1991年に設立。同年から、その団体の有志により毎年3月に国際基督教大学にて国際大会が開催されるようになり、ICU Tournamentと呼ばれるようになった。採用スタイルはAsian Styleで、大会の開催期間は2012年から3日間である。1日目、2日目に予選合計6試合、3日目に上位16チームによる決勝ラウンドが行われる。また、過去に名だたる大会で実績を残している名誉審査員（Adjudication Core）を、毎年海外から数名招致していることが大きな特徴である。

## 歴史
1991年に第1回大会を開催。
2015年には、「サブシダイズド・ジャッジ制度」を導入。
2016年には25回目の節目を迎える。
大会の規模は年々増加しており、2015年には300人以上の参加者を国内外から迎えている。この大会の参加人数はアジアで最大級の規模である。